# مير سيد علي

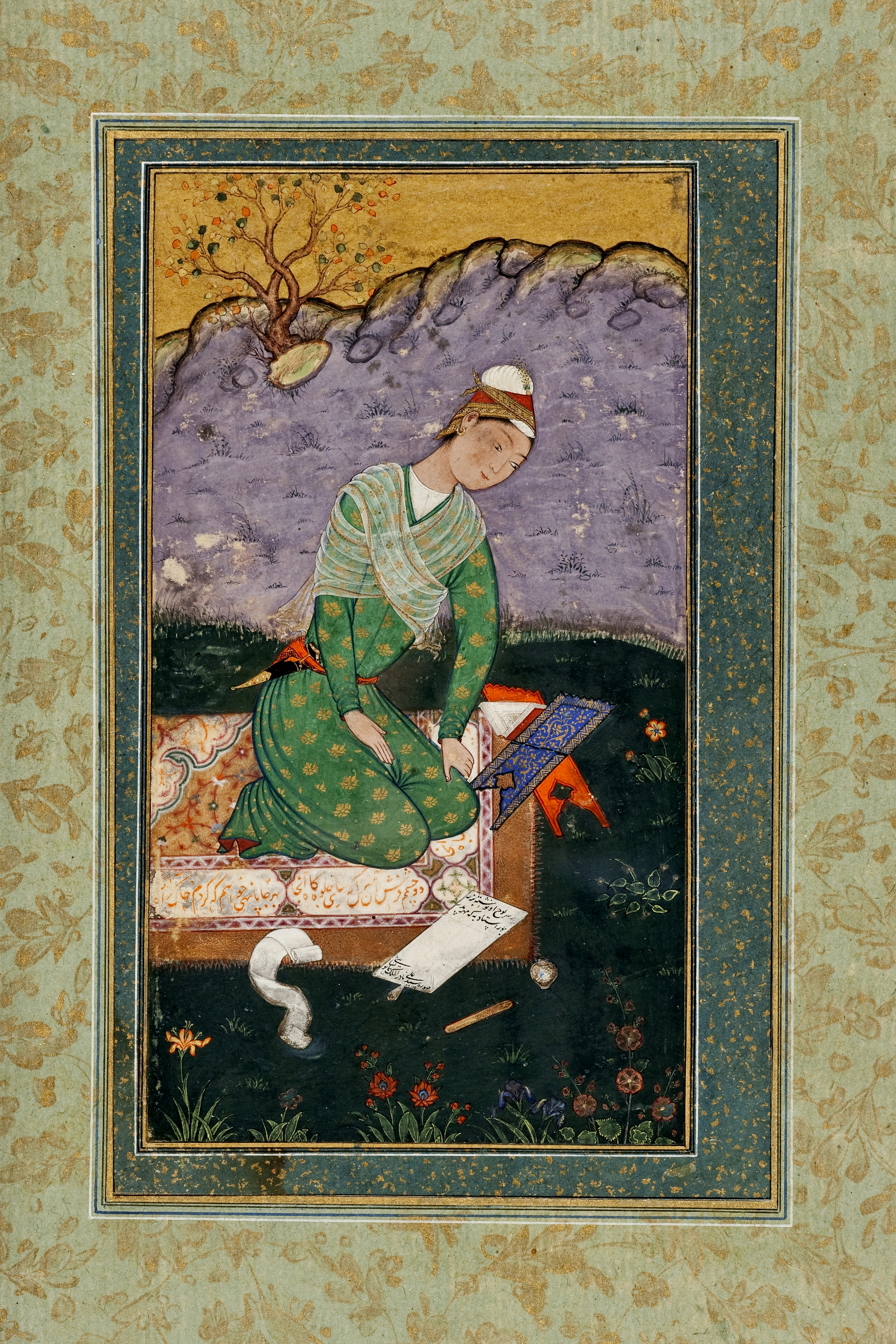
صورة شخصية من مير سيد علي، متحف لوس أنجلوس كونتية للفن 1550

مير سيد علي (وٌلد في تبريز، عاش في 1510 - 1572 م) كان رسامًا فارسيًا رئيسًا للمنمنمات، ترك بصمة في في الرسم الفارسي، عَمِل في سلطنة مغول الهند، حيث أصبح أحد الفنانين المسؤولين عن تطوير نمط الرسم المغولي، للسلطان أكبر.

## العائلة
وُلد مير سيد علي في تبريز، وهو نجل الفنان مير مُصور. وقال المؤرخ والكاتب قاضي أحمد إن الابن كان أكثر موهبة من والده، لكن كان لأسلوب والده مير مُصور تأثير على عمله.

## الأعمال المبكرة

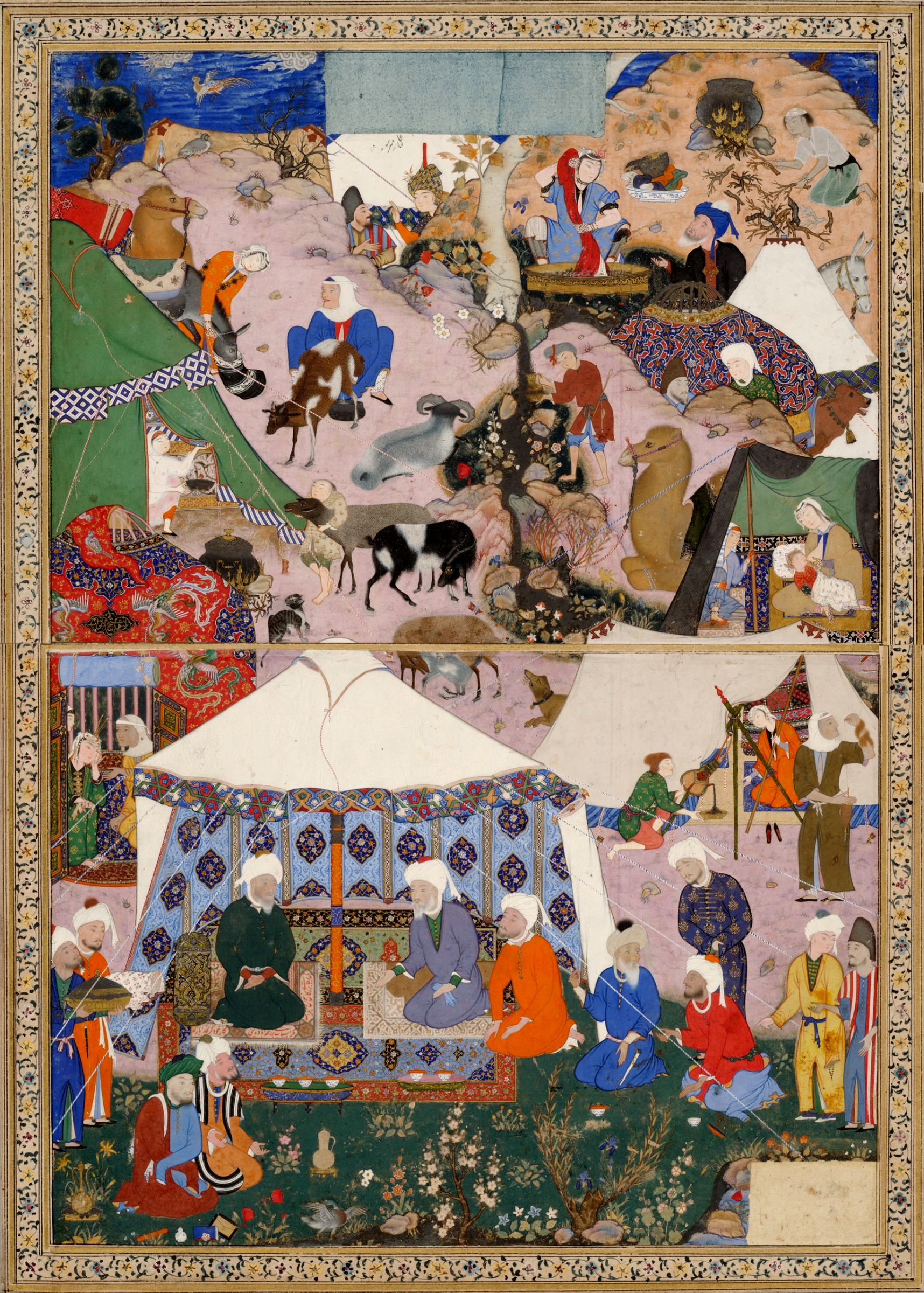
منمنمة من مجنون ليلى (حوالي 1540)

تشير الأبحاث الحديثة إلى أن مير سيد علي شارك في رسم الشاهنامه الشهيرة لشاه طهماسب التي رُسمَت في عامي 1525 و1548 لشاه طهماسب الأول (1514-1576). ويوجد فيه منمنمتان منسوبتان إلى السيد علي. كما شارك في إنشاء الرسوم التوضيحية الفخمة لمخطوطة خمس قصائد لنظامي [الإنجليزية] التي أنشأها أفضل فناني الشاه كتابهاني في عامي 1539 و1543 بأمر من الشاه طهماسب. ومن بين المنمنمات الـ 14 التي تنسب إلى فرشاته، أربعة منها هي عن "مجنون ليلى"، وتحمل توقيع الفنان. تحتوي الفترة حوالي عام 1540 على عملين رائعين له: صورة للشاب الأنيق وهو يحمل رسالة مكشوفة، ولوحة مزدوجة (واجهة مزدوجة) لخمسة نظامي مع "معسكر البدو الرحل" على ورقة واحدة و"قصر الحياة المسائية" على الورقة الأخرى.

## الإزالة من المحكمة
في أربعينيات القرن السادس عشر، أصبح الشاه طهماسب الأول أكثر تعصبًا ورفضًا للتمثيلات الفنية للكائنات الحية. وقد فقد اهتمامه بالمنمنمات، وأصدر في نهاية المطاف مرسومًا يحظر التصوير غير الإسلامي في جميع أنحاء إيران الصفوية. وتفرق فنانو بلاطه، ومن بينهم مير سيد علي، في كل الاتجاهات. ولجأ معظمهم إلى بلاط ابن شقيق الشاه طهماسب، السلطان إبراهيم ميرزا.

## خدمة همايون
وفي هذه الأثناء، خسر السلطان المغولي همايون عرشه بعد معارك فاشلة مع شير شاه، وفي عام 1543 وصل إلى إيران، حيث قدم له الشاه طهماسب ترحيبًا حارًّا وأعلى درجات الحماية. وتبع ذلك عدد لا يحصى من الأعياد التي أقنع فيها طهماسب أهل السنة بالتحول إلى المذهب الشيعي. أثناء إقامة همايون في تبريز، تعرف على الفنانين، وأعجب بأعمالهم، ودعا اثنين منهم للانضمام إلى خدمته، حيث أراد إنشاء مكتبة رئيسية في تبريز. وكان هؤلاء الفنانون عبد الصمد ومير مُصور. ولكن لسبب ما، بدلًا من مير مير مُصور، ذهبت الخدمة إلى ابنه مير سيد علي.
ولم يتمكن همايون من استعادة ممتلكاته في شبه القارة الهندية على الفور. وبينما كان هذا الصراع يجري، كان ذلك في محكمة كابول. وصل مير سيد علي إلى هناك في عام 1549، وعاش وعمل هناك حتى صيف عام 1555 عندما هزم جيش همايون قوات أبو مجاهد إسكندر شاه [الإنجليزية]. كانت بوابة دلهي مفتوحة، واستعاد والده همايون العرش. وتحمل فترة حياة الفنان في كابول اليوم عددًا قليلًا جدًا من الأعمال، ومن بينها "صورة كاتب شاب". يعتبر مير سيد علي أستاذًا في هذا النوع من فن رسم البورتريه (صور الأشخاص)، ولكن البورتريه الفارسي كان إلى حد كبير مشروطًا ومثاليًا للشخصية مما كان مختلفًا بشكل كبير عن البورتريه المغولي، الذي كان أكثر طبيعية. ومع ذلك، فإن "صورة كاتب شاب" تنتمي إلى أفضل الصور المصغرة الفارسية. ويعتقد خبراء من متحف لوس أنجلوس أن هذه الصورة قد تكون صورة ذاتية للفنان.

## الخدمة تحت قيادة أكبر

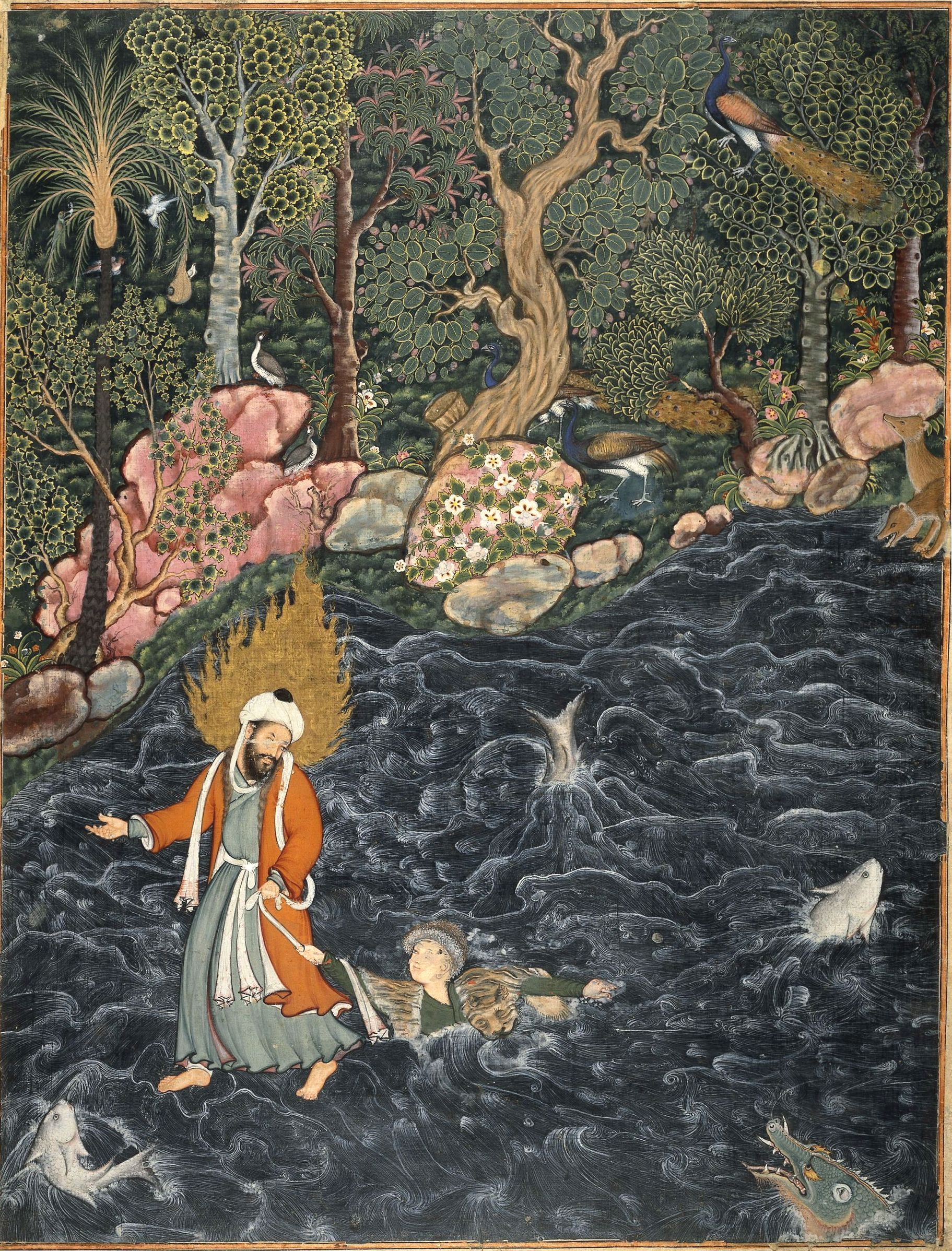
مير سيد علي يُصور النبي إلياس ينقذ الأمير نور الدهر من الغرق في النهر، صورة من أكبر حمز نامه

خلف السلطان همايون السلطان أكبر، الذي كان أكثر شغفًا بالصور المصغرة (المنمنمات) من والده. كان مير سيد علي، برفقة عبد الصمد منذ الطفولة، يعلّم السلطان المستقبلي فن الرسم، ونشأت بينهما علاقات ودية. ترأس السيد علي المبادرات الفنية في البلاط السلطاني، وتحت قيادته بدأ أحد أكثر المشاريع طموحًا في كتاب التاريخ العالمي: أكبر حمزة نامه، وهي نسخة مصورة من الملحمة الفارسية للأمير حمزة، عم النبي محمد؛ وشخصية محبوبة جدًّا في التراث الإسلامي الشيعي. نُفذ هذا الأمر في الفترة من 1562 إلى 1577، وأصدره الإمبراطور أكبر، تحت قيادة مير سيد علي. ولكن اكتمل تحت إشراف عبد الصمد الذي تولى المسؤولية حوالي عام 1572م. ربما اُستبدل مير سيد علي بسبب بطئه الشديد ودقته المُتطلبة، حيث كانت اللجنة في هذه المرحلة قد مضى عليها سبع سنوات ولم يكتمل سوى أربعة مجلدات فقط. وتحت إشراف عبد الصمد اكتملت المجلدات العشرة المتبقية في سبع سنوات أخرى. قُسم الكتاب إلى 14 مجلدًا، يحتوي كل منها على 100 صورة مصغرة، أكبر من الحجم المعتاد، بإجمالي 1400 صورة مصغرة. وقد نجا ما يقرب من 140 نموذجًا مصغرًا من هذه الأعمال، وهي متناثرة في مختلف المتاحف والمجموعات حول العالم، وتُعد من روائع منمنمات التاريخ الإسلامي.
كان كلا رئيسي ورشة عمل البلاط الإمبراطوري يشرفان بشكل أساسي على عمل الآخرين، ومن غير المؤكد ما إذا كان عبد الصمد قد رسم أيًا من المنمنمات بنفسه، على الرغم من أنه ربما رسم أو صحَّح الكثير من الرسومات التمهيدية. ولكن هناك صورة مصغرة واحدة، بعنوان "النبي إلياس يُنقذ نور الدهر الغارق"، تُنسب إلى مير سيد علي. إلى جانب صورة والده، مير مُصور، وهي "الحكماء يتأملون الكتاب"، يظهر هذا أسلوبه المتأخر. السيد الراحل.

## الإرث
وظل مير سيد علي وفيًّا إلى التقليد الفارسي الإسلامي للرسم وإلى حبه للسلطان أكبر، حيث عمل مع مجموعة دولية من الفنانين الذين دافعوا عن مبادئ الرسم الفارسي. وفي أعماله، يمكننا أن نرى تأثير والده والسلطان محمد. وقد نال عمله العديد من الجوائز والثناء. ويتحدث عنه وزير السلطان أكبر الأول، أبو الفضل، في كتابه أكبر نامه بحماس شديد. في قائمة الفضل لأفضل فناني العصر (التي أحصى فيها أكثر من مائة فنان) صنَّف مير سيد علي في المركز الأول؛ حيث ذكر الفضل: "لقد تعلم الفن من والده. ومنذ لحظة وصوله إلى القصر، أشرق عليه شعاع رضا الملك. لقد تميز بفنه...". وقد منحه السلطان همايون اللقب الشرفي "نادر المُلك" (معجزة المملكة).
وبعد سبع سنوات من بدء المشروع الكبير لـ"حمزة نامه "، أي في عام 1569 تقريبًا، غادر الفنان البلاط المغولي، وذهب إلى مكة كحاج مسلم. ويرى بعض الباحثين أنه توفي أثناء الحج، بينما يقول آخرون أنه عاد إلى بلاط أكبر وتوفي عام 1580.

## معرض الصور

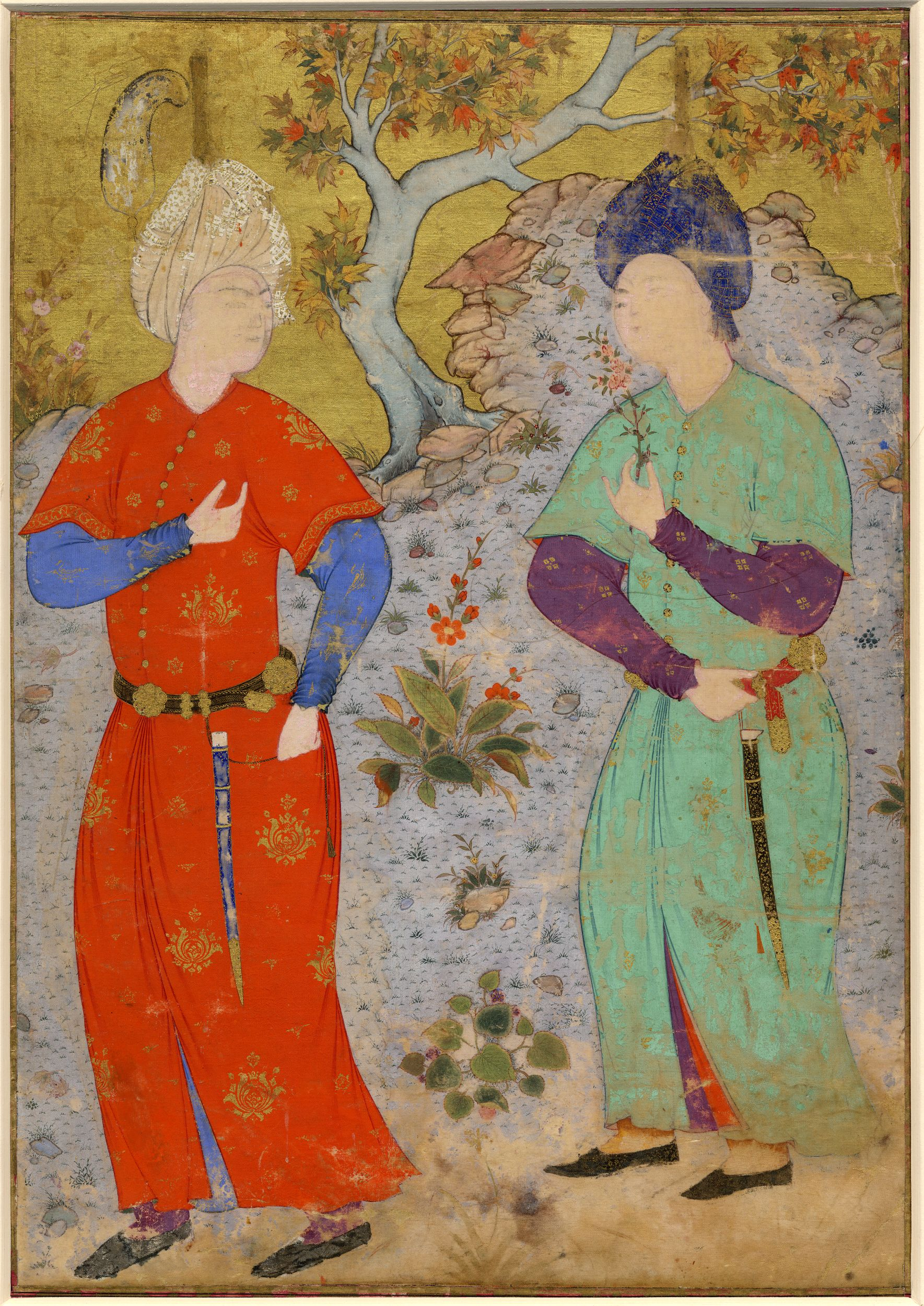
أمير وصفحة (حوالي 1540) (المتحف البريطاني)
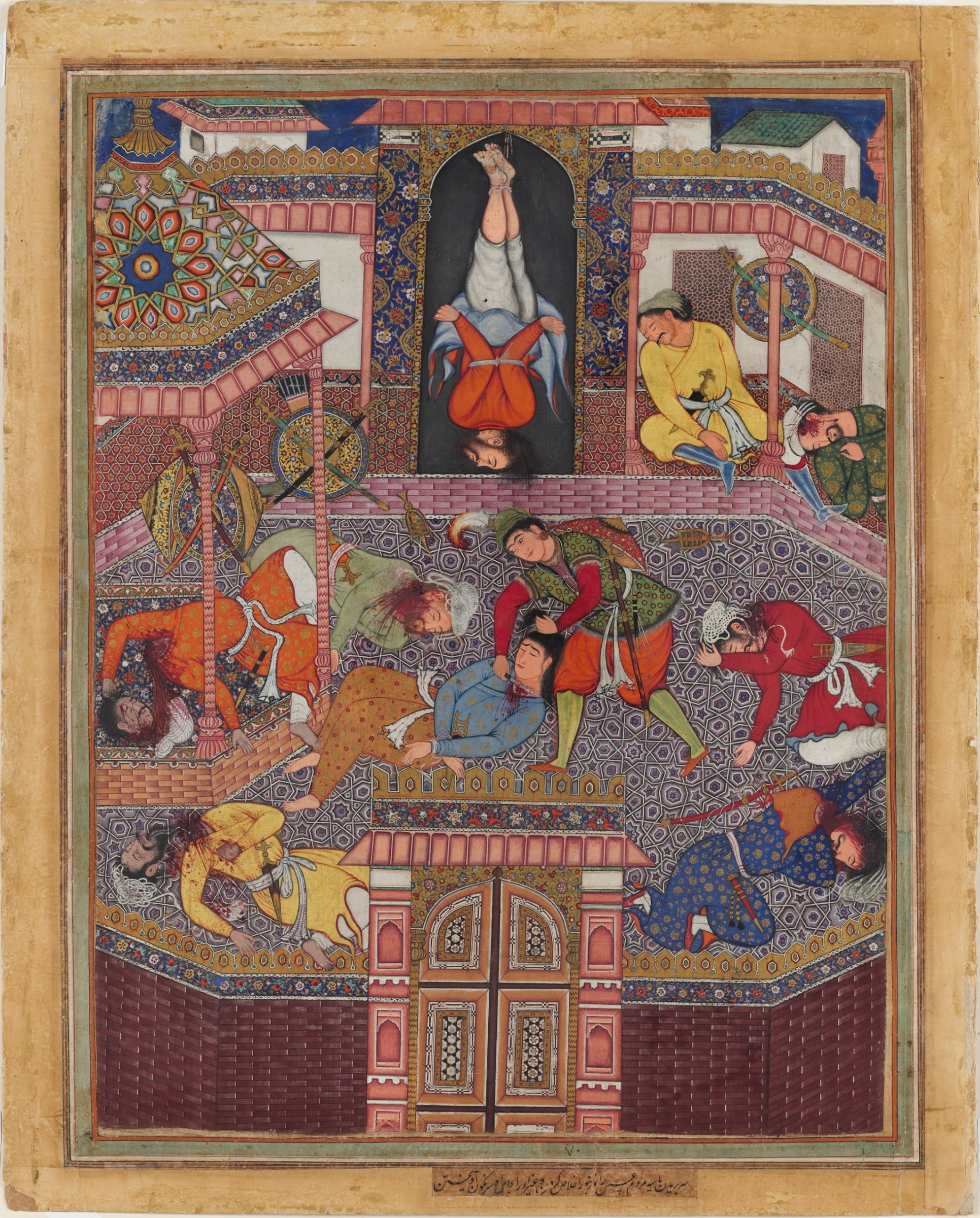
ماهيا يحرر زامبور، ويقطع رؤوس حراسه النائمين، ويوقف غاراد بدلاً منه حمزة نامه (من متحف هارفارد للفنون)
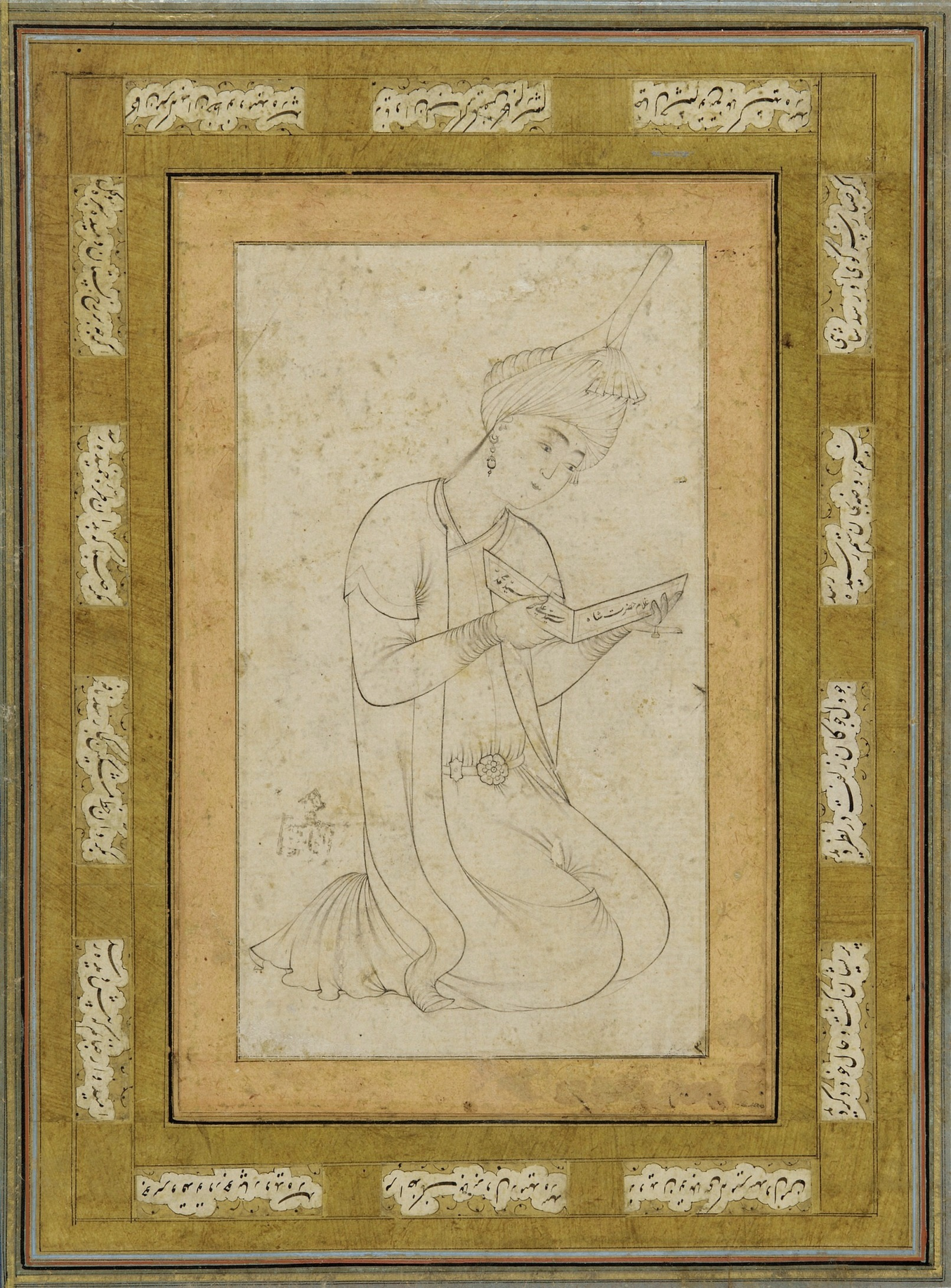
صورة شخصية لمير سيد علي (غير مُؤكد)
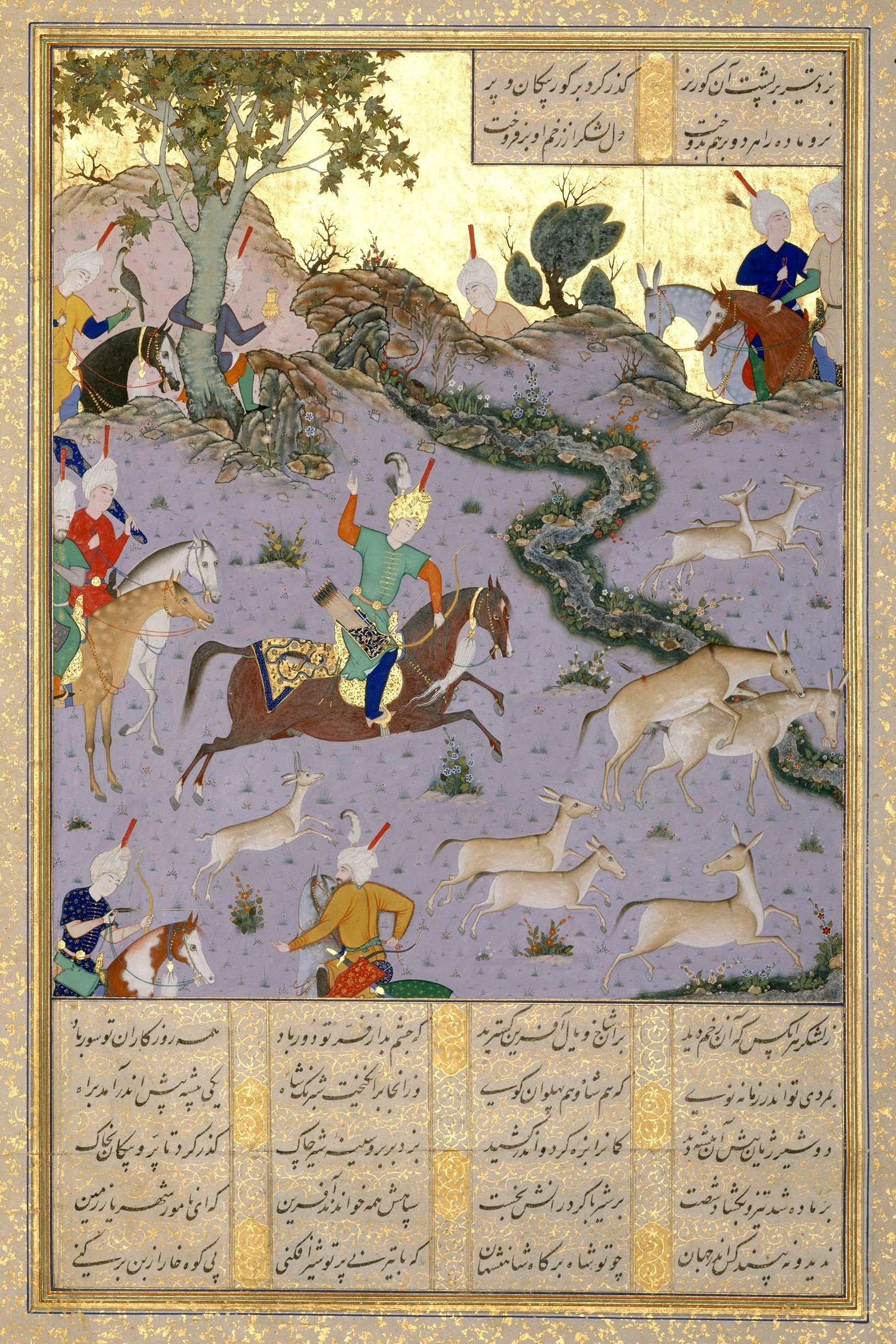
دبابيس بهرام جور على شكل دبابيس الاقتران، من كتاب الشاهنامه (كتاب الملوك) للشاه طهماسب (حوالي 1530-1535)، متحف ميت

## ملحوظات
1. ↑  مذكور في: ملف استنادي متكامل. مُعرِّف الملف الاستنادي المُتكامِل (GND): 12068361X. الوصول: 15 أكتوبر 2015. لغة العمل أو لغة الاسم: الألمانية. المُؤَلِّف: مكتبة ألمانيا الوطنية.
2. ↑  مذكور في: قاعدة بيانات شتوتغارت للرسامين العلميين 1450-1950. مُعرِّف قاعدة بيانات شتوتغارت لرسامي العلوم (DSI): 5982. باسم: Mir Sayyid Ali Nadir al-Mulk. الوصول: 9 أكتوبر 2017.
3. ↑  "Mir Sayyid ‛Ali". Grove Art Online. 13 ديسمبر 2017. DOI:10.1093/GAO/9781884446054.ARTICLE.T058618.
4. ↑  Beach, 61

## قراءة إضافية
- Kossak, Steven (1997). Indian court painting, 16th-19th century. New York: The Metropolitan Museum of Art. ISBN:0870997831. مؤرشف من الأصل في 2018-12-16. (see index: p. 148-152; fig. 5)